# Reprezentacja Czech U-19 w piłce nożnej mężczyzn
Reprezentacja Czech U-19 w piłce nożnej – juniorska reprezentacja Czech, sterowana przez Czeskomorawski Związek Piłki Nożnej. Jest powoływana przez selekcjonera, w niej występować mogą wyłącznie zawodnicy, którzy w momencie przeprowadzania imprezy docelowej (finałów Mistrzostw Europy) nie przekroczyli 19 roku życia.
Największymi sukcesami są miejsca 3-4 w Mistrzostwach Europy do lat 19 w roku 2003, 2006 i 2008.

## Występy w ME U-19
- 2002: Faza grupowa
- 2003: Półfinał
- 2004: Nie zakwalifikowała się
- 2005: Nie zakwalifikowała się
- 2006: Półfinał
- 2007: Nie zakwalifikowała się
- 2008: Półfinał
- 2009: Nie zakwalifikowała się
- 2010: Nie zakwalifikowała się
- 2011: Zakwalifikowała się

## Klasyfikacje

### Najwięcej rozegranych meczów
| Liczba | Zawodnik         | Lata      |
| ------ | ---------------- | --------- |
| 24     | Pavel Malchárek  | 2003-2005 |
| 23     | Martin Klein     | 2001-2003 |
| 22     | Jakub Dohnálek   | 2005-2007 |
| 22     | Adam Varadi      | 2002-2004 |
| 21     | Marcel Gecov     | 2005–2007 |
| 20     | Martin Fenin     | 2004–2006 |
| 20     | Tomáš Necid      | 2006-2008 |
| 20     | Jan Schulmeister | 2003-2005 |
| 18     | Jiří Skalák      | 2009-2011 |
| 18     | Jan Šimůnek      | 2004-2006 |

### Najwięcej strzelonych bramek
| Liczba | Zawodnik           | Lata      |
| ------ | ------------------ | --------- |
| 14     | Tomáš Necid        | 2006-2008 |
| 7      | Pavel Malchárek    | 2003-2005 |
| 7      | Jan Schulmeister   | 2003–2005 |
| 6      | Jan Blažek         | 2005–2007 |
| 6      | Martin Fenin       | 2004–2006 |
| 6      | Martin Fillo       | 2004-2005 |
| 6      | Pavel Fořt         | 2001-2002 |
| 5      | Petr Mikolanda     | 2003      |
| 5      | Michal Papadopulos | 2002-2004 |
| 5      | Marek Střeštík     | 2006      |
| 5      | Václav Svěrkoš     | 2001-2002 |

## Obecny skład
| Aktualny skład reprezentacji Czech U-19 w piłce nożnej |         |                  |                  |                   |
| Trener → Jaroslav Hřebík                               |         |                  |                  |                   |
| Nr                                                     | Pozycja | Imię i nazwisko  | Data urodzenia   | Klub              |
| 1                                                      | BR      | Tomáš Koubek     | 26 sierpnia 1992 | FC Hradec Králové |
| 2                                                      | OB      | Jakub Brabec     | 6 sierpnia 1992  | Viktoria Žižkov   |
| 3                                                      | OB      | Jakub Jugas      | 5 maja 1992      | Tescoma Zlín      |
| 4                                                      | OB      | Tomáš Jeleček    | 25 lutego 1992   | FC Slovácko       |
| 5                                                      | OB      | Tomáš Kalas      | 15 maja 1993     | Chelsea F.C.      |
| 6                                                      | OB      | Pavel Kadeřábek  | 25 kwietnia 1992 | Sparta Praga      |
| 7                                                      | PO      | Martin Kraus     | 30 maja 1992     | Bohemians 1905    |
| 8                                                      | PO      | Martin Sladký    | 1 marca 1992     | Viktoria Pilzno   |
| 9                                                      | NA      | Jiří Skalák      | 12 marca 1992    | Sparta Praga      |
| 10                                                     | OB      | Filip Twardzik   | 10 lutego 1993   | Celtic Glasgow    |
| 11                                                     | PO      | Jan Sýkora       | 29 grudnia 1993  | Viktoria Pilzno   |
| 12                                                     | NA      | Jiří Fadrný      | 9 maja 1992      | Vysočina Jihlava  |
| 13                                                     | PO      | Ladislav Krejčí  | 5 lipca 1992     | Sparta Praga      |
| 14                                                     | NA      | Tomáš Přikryl    | 4 lipca 1992     | Sigma Ołomuniec   |
| 15                                                     | NA      | Vojtěch Hadaščok | 8 stycznia 1992  | Slovan Liberec    |
| 16                                                     | BR      | Jakub Zapletal   | 30 marca 1992    | Tescoma Zlín      |
| 17                                                     | PO      | Martin Hála      | 24 marca 1992    | Sigma Ołomuniec   |
| 18                                                     | OB      | Patrik Lácha     | 20 stycznia 1992 | FK Teplice        |